# Kateřina Němcová
Kateřina Němcová (ur. 14 listopada 1990 w Pradze) – czeska szachistka, reprezentantka Stanów Zjednoczonych od 2013, arcymistrzyni od 2008 roku.

## Kariera szachowa
Jest wielokrotną medalistką mistrzostw Czech juniorek w różnych kategoriach wiekowych, w tym m.in. złotą z lat 1999 (do 10 lat), 2002 (do 12 lat), 2003 i 2004 (do 14 lat) oraz 2003, 2005 i 2006 (do 16 lat). Od 1999 corocznie startowała w mistrzostwach świata i Europy juniorek, w turniejach tych zdobywając dwa medale: złoty (2008, Herceg Novi – ME do 18 lat) oraz srebrny (2007, Kemer – MŚ do 18 lat). W swoim dorobku posiada również dwa medale indywidualnych mistrzostw Czech, które zdobyła w latach 2006 (brązowy) oraz 2008 (złoty). W 2015 zdobyła w Saint Louis brązowy medal indywidualnych mistrzostw Stanów Zjednoczonych.
Wielokrotnie reprezentowała Czechy i Stany Zjednoczone w turniejach drużynowych, m.in.:
- czterokrotnie na olimpiadach szachowych (w latach 2008, 2010, 2012, 2014)[5],
- dwukrotnie na drużynowych mistrzostwach świata (w latach 2007, 2015)[6],
- trzykrotnie na drużynowych mistrzostwach Europy (w latach 2007, 2009, 2011); medalistka: indywidualnie – złota 2007 – na II szachownicy)[7],
- na turnieju o Puchar Mitropa (Mitropa Cup) (w roku 2006)[8].

Najwyższy ranking w dotychczasowej karierze osiągnęła 1 kwietnia 2013, z wynikiem 2382 punktów zajmowała wówczas 78. miejsce na światowej liście FIDE, jednocześnie zajmując 1. miejsce wśród czeskich szachistek.